# Shōzō Michikawa
 (août 2017).
Pour les articles homonymes, voir Michikawa.
Shōzō Michikawa (道川 省三, Michikawa Shōzō, 1953-) est un céramiste japonais réalisant principalement des objets destinés au chanoyu, ou cérémonie du thé en poudre.

## Biographie
Shōzō Michikawa nait à Hokkaido en 1953. Il obtient un diplôme à l'Université Aoyama Gakuin en 1975, puis commence une carrière dans les affaires. C'est en prenant des cours du soir qu'il découvre sa passion pour la céramique. Quelques années plus tard il décide de se consacrer à la création céramique et quitte le monde des affaires.
Il a à son actif une cinquantaine d'expositions personnelles dont plus de la moitié à l'extérieur du Japon et a participé à de nombreuses expositions collectives. En 2005, il est le premier céramiste étranger à exposer à l'intérieur de la Cité Interdite à Pékin en Chine. Plus de la moitié des quatre-vingt-deux œuvres montrées lors de cet événement, intitulé "Shozo Michikawa: The Forbidden City", sont à nouveau réunies en 2015 à Londres au Royaume Uni, pour un deuxième volet de cette exposition.
Shōzō Michikawa co-organise et participe en tant que directeur artistique au Festival International de Céramique de Sasama dans la Préfecture de Shizuoka au Japon (ICAF Sasama / International Ceramic Art Festival Sasama) qui a eu lieu en 2011, 2013 et 2015.

## Expositions personnelles

### Japon
- 1995 : Osaka, Hankyu Department Store Gallery
- 1997 : Tokyo, Tokyu Department Store Gallery
- 2000 : Tokyo, Tobu Department Store Gallery
- 2000 : Kurashiki, Mitsukoshi Department Store Gallery
- 2001 : Tokyo, Tobu Department Store Gallery
- 2003 : Shizuoka, Matsuzakaya Department Store Gallery
- 2003 : Tokyo, Tobu Department Store Gallery
- 2005 : Shizuoka, Wa-noi
- 2007 : Tokyo, Gallery Tokyo Eizo
- 2008 : Nagoya, Galerie Hu
- 2009 : Osaka, Gallery Oyama
- 2011 : Nagoya, Galerie Hu
- 2013 : Tokyo, Nihonbashi MITUKOSHI Art Gallery
- 2014 : Nagoya, Galerie Hu
- 2016 : Seto, Seto Ceramics and Glass Art Center
- 2019 : Kyoto, Sokyo Gallery
- 2019 : Nagoya, Galerie hu

### Autres pays
- 1996 : Manille, Hiraya Gallery
- 1997 : Manille, Hiraya Gallery
- 2001 : Oulan-Bator, Art Gallery
- 2003 : Manille, Izukan Gallery
- 2004 : Londres, Galerie Besson
- 2005 : Manille, Izukan Gallery
- 2005 : Pékin, Cité Interdite
- 2005 : Shandong, Shandong Museum
- 2005 : Asheville, Blue Spiral Gallery
- 2006 : Bruxelles, Plus Contemporary Gallery
- 2007 : Manille, Izukan Gallery
- 2007 : Londres, Galerie Besson
- 2008 : Paris, Clara Scremini Gallery
- 2009 : Londres, Galerie Besson
- 2011 : Leipzig, Terra Rossa
- 2011 : Bruxelles, Plus Contemporary Gallery
- 2011 : New York, Cavin Morris Gallery
- 2011 : Londres, Erskine Hall & Coe
- 2012 : Paris, Galerie Hélène Porée
- 2012 : Québec, Centre Materia
- 2013 : Genève, Gallery Peter Kammermann
- 2013 : Londres, Erskine Hall & Coe
- 2014 : Paris, Galerie Hélène Aziza
- 2014 : Franckfort, Galerie Friedrich Mueller
- 2015 : Bruxelles, Plus Contemporary Gallery
- 2015 : Paris, Mizen Gallery
- 2015 : Londres, Erskine Hall & Coe
- 2016 : Faenza, Museo Carlo Zauli
- 2016 : Singapour, Di Legno Gallery
- 2016 : Franckfort, Galerie Friedrich Mueller
- 2016 : Santiago, Centro Cultural Las Condes in Santiago
- 2017 : Manille, Silverlens Gallery
- 2017 : Concord, Lacoste Gallery
- 2017 : Londres, Erskin, Hall&Coe
- 2018 : Milan, Officine Saffi
- 2018 : Franckfort, Galerie Friedrich Muller
- 2018 : Paris, Mizen Fine Art International

## Expositions collectives

### Japon
- 2011 : Sasama, International Ceramics Exhibition
- 2019 : Tokyo, Sokyo Gallery

### Autres pays
- 1996 : Paris, Terres de Provence
- 1999 : Londres, Gallerie Besson
- 2002 : New York, Daiichi Gallery
- 2003 : Londres, Galerie Besson
- 2004 : Chicago, Galerie Besson
- 2004 : Lancaster, Maiden Bridge Farm
- 2004 : Londres, Galerie Besson
- 2004 : Atlanta, The Signature shop and Gallery
- 2005 : Ravenne, Ceremica Mosaico Exhibition
- 2006 : Londres, Galerie Besson
- 2008 : Giroussens, International Ceramics
- 2008 : Chichester, Sussex Barn Gallery
- 2008 : Londres, Galerie Besson
- 2008 : Ripon, The Great North Art Show
- 2008 : Édimbourg, The Scottish Gallery
- 2008 : New York, Gallerie Besson
- 2009 : Chicago, Gallerie Besson
- 2009 : Philadelphie, Philadelphia museum of Art
- 2009 : Athènes, Concord University
- 2010 : Haarlem, Keramicos Collection
- 2010 : Londres, Galerie Besson ("COLLECT" et "Summer Exhibition")
- 2010 : Cologne, Museum Ludwig
- 2010 : New York, Gallerie Besson
- 2011 : New York, Cavin–Morris Gallery
- 2011 : Londres, Galerie Besson
- 2012 : Heyri, Hanhyanglim/Onggimuseum
- 2012 : Londres, Erskin, Hall &Coe
- 2012 : New York, Erskin, Hall &Coe
- 2012 : Seattle, NCECA
- 2012 : Munich, International trade fair
- 2014 : Delhi, Art Fair
- 2014 : Oxford, Oxford Ceramics Gallery
- 2014 : Londres, Erskin,Hall &Coe
- 2014 : Sèvres, Art Ceram
- 2015 : Londres, Erskin,Hall &Coe
- 2015 : Shimada, Shimada City Museum
- 2016 : Singapour, Singapore Contemporary Art show, Di Legno
- 2016 : Milan, Officine Saffi
- 2017 : Padoue, Mizen Fine Arts
- 2017 : Manille, Silverlens Gallery
- 2017 : Bâle, Pierre Marie Giraud
- 2018 : Höganäs, Masterpieces-400 years of japanese ceramics
- 2018 : Munich, Modern Masters
- 2018 : Le Fel, Galerie Du Don
- 2018 : Montelupo Fiorentino, Museo della ceramica di Montelupo Fiorentino
- 2018 : Faenza, MIC in Faenza
- 2019 : Maastricht, Pierre Marie Giraud
- 2019 : Bâle, Pierre Marie Giraud
- 2019 : Miami, Pierre Marie Giraud
- 2019 : Copenhague, Collegtion & Craft

## Ateliers

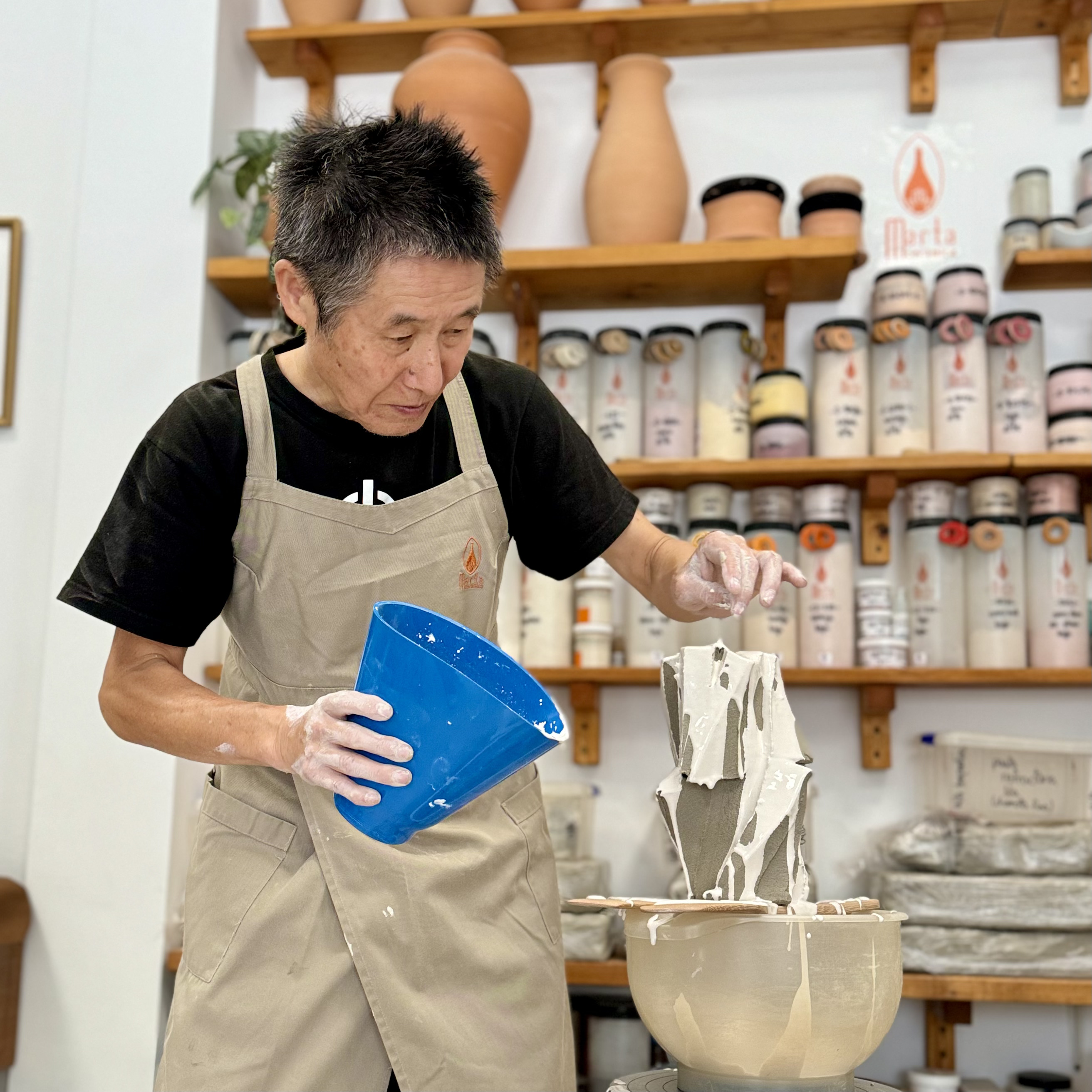
Shozo Michikawa faisant une démonstration de techniques de poterie lors d'un atelier chez "Marta Cerámica" à Madrid, 2024.

Shozo Michikawa a réalisé de nombreux ateliers au cours de sa carrière dans diverses parties du monde, se concentrant principalement sur les techniques japonaises de tournage en céramique. Voici quelques exemples:
- 2019 : Bâle, Lehmhuus
- 2024 : Hong Kong, Lump Studio
- 2024 : Bâle, Lehmhuus
- 2024 : Madrid, Marta Cerámica

### Livres
- Shozo Michikawa: Ceramic Art. Clare Pollard et Nora von Achenbach (2017).  (ISBN 978-3897905054)